# Włodzimierz Kiciński
Włodzimierz Artur Kiciński (ur. 15 sierpnia 1958 w Warszawie) – polski menedżer i bankowiec, od 2002 do 2011 prezes zarządu Nordea Bank Polska, od 2012 do 2013 wiceprezes zarządu KGHM Polska Miedź, wiceprezes Związku Banków Polskich.

## Życiorys
Ukończył studia na Wydziale Handlu Zagranicznego Szkoły Głównej Handlowej i na Wydziale Mechaniczno-Technologicznym Politechniki Warszawskiej. Odbył też studia podyplomowe w instytucie teorii handlu zagranicznego Uniwersytetu Johannesa Gutenberga w Moguncji.
Był pracownikiem naukowym Wydziału Handlu Zagranicznego SGPiS oraz Instytutu Koniunktur i Cen Handlu Zagranicznego w Warszawie. Pracował też m.in. w firmie konsultingowej. Od 1991 do 1994 zajmował stanowisko dyrektora Departamentu Zagranicznego Narodowego Banku Polskiego, brał udział w negocjacjach Polski z Klubem Paryskim i Klubem Londyńskim w zakresie redukcji zadłużenia. Od 1995 związany z sektorem bankowym jako wiceprezes zarządu banku Hypo-Bank Polska i następnie Banku Gospodarki Żywnościowej. Powoływany też w skład rad nadzorczych krajowych przedsiębiorstw i międzynarodowych instytucji gospodarczych (m.in. Międzynarodowego Banku Współpracy Gospodarczej). W 2002 powołany na prezesa zarządu Nordea Bank Polska, przeprowadził m.in. fuzję z LG Petrobankiem. Wybierany także w skład kierowniczych organów Związku Banków Polskich, objął w nim funkcje wiceprezesa.
W latach 2003–2011 zasiadał w radzie nadzorczej Nordea Towarzystwo Ubezpieczeń na Życie. W listopadzie 2011 złożył rezygnację ze stanowiska prezesa zarządu Nordea Bank Polska, kończąc pełnienie tej funkcji w tym samym miesiącu. W czerwcu 2012 objął stanowisko wiceprezesa zarządu ds. finansowych w KGHM Polska Miedź, zajmował je do września 2013.

## Odznaczenia
W 2001 otrzymał Srebrny Krzyż Zasługi. W 2005 prezydent Aleksander Kwaśniewski nadał mu Krzyż Kawalerski Orderu Odrodzenia Polski, a w 2011 prezydent Bronisław Komorowski odznaczył go Krzyżem Oficerskim tego orderu. Otrzymał także tytuł „Bankowego Menedżera Roku 2010” w plebiscycie „Gazety Bankowej”. W 2013 został wyróżniony odznaką honorową „Za Zasługi dla Finansów Publicznych Rzeczypospolitej Polskiej”.